# Nassauaketon
Nassauaketon (Fork People, Nassawaketon, Nation of the Fork, Nassauakueton, Ottawa de la Fourche), jedna od 4 skupine Ottawa Indijanaca koji su pred kraj 17. stoljeća živjeli u sjevernom Michiganu ili Wisconsinu, sjeverno od Green Baya. 
Ime i dolazi po jednoj od pritoka Green Baya na kojoj su živjeli u Radissonovo vrijeme